# Strogoborzyce
Strogoborzyce – wieś w Polsce położona w województwie dolnośląskim, w powiecie polkowickim, w gminie Radwanice.
W latach 1975–1998 miejscowość administracyjnie należała do województwa legnickiego.
W 2011 r. wybudowano drogę prowadzącą od krzyża w Srogoborzycach do mostu przy Sieroszowicach, koszt budowy drogi wyniósł 1 mln zł.